# Cicero (New York)
Cicero ist eine US-amerikanische Town im Onondaga County des Bundesstaats New York. Das U.S. Census Bureau hat bei der Volkszählung 2020 eine Einwohnerzahl von 31.435 ermittelt. Cicero ist ein Vorort der Stadt Syracuse.

## Geografie
Die nördliche Stadtgrenze von Cicero, markiert durch den Oneida River, ist die Grenze von Oswego County. Die östliche Stadtgrenze ist die Grenze von Madison County, die durch den Chittenango Creek markiert wird.
An der nördlichen Grenze von Cicero liegt der Oneida Lake, eines der größten Gewässer im Bundesstaat New York. Ebenfalls innerhalb von Cicero befindet sich ein ziemlich großer Sumpf namens Cicero Swamp. Cicero besteht hauptsächlich aus Feuchtgebieten, Wäldern, Farmen und einer großen und wachsenden Anzahl von Wohnsiedlungen, die in das Farmland eindringen.

## Geschichte
Cicero war eines der Townships des ehemaligen Central New York Military Tract, Land, das für Soldaten der Amerikanischen Revolution reserviert war.
Die Stadt Cicero wurde 1790 als Township im Military Tract gegründet, war aber Teil der Stadt Lysander, als Onondaga County 1794 gegründet wurde, und wurde 1807 von Lysander getrennt.
1827 wurde die Stadt ungefähr in zwei Hälften geteilt, wobei der westliche Teil von Cicero zur Town of Clay wurde.

## Demografie
Nach einer Schätzung von 2019 leben in Cicero 30.721 Menschen. Die Bevölkerung teilt sich auf in 94,6 % Weiße, 1,7 % Afroamerikaner, 0,3 % amerikanische Ureinwohner, 1,6 % Asiaten und 1,6 % mit zwei oder mehr Ethnizitäten. Hispanics oder Latinos aller Ethnien machten 1,5 % der Bevölkerung von Cicero aus. Das mittlere Haushaltseinkommen lag 2019 bei 80.625 US-Dollar und die Armutsquote bei 6,1 %.